# Jauge de Penning
La jauge de Penning est un manomètre à ionisation à cathode froide inventé par le physicien Frans Michel Penning. La mesure de la pression est déduite du courant ionique produit par une décharge dans un champ électrique et en présence d'un champ magnétique.

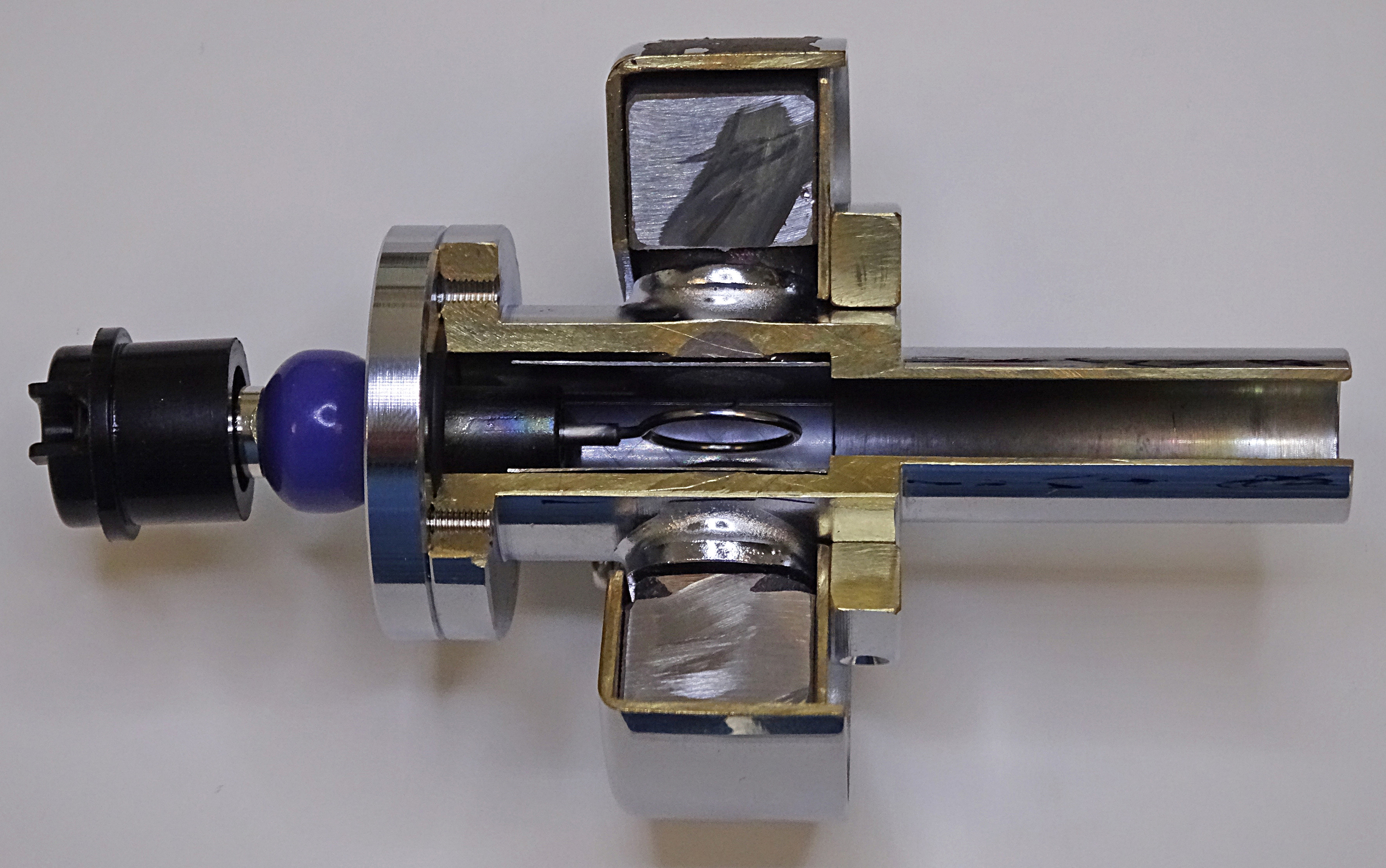
Jauge de Penning, ouverte

La jauge est constituée par un tube à décharge placé entre les pôles d'un aimant permanent. Les cathodes C sont des plaques en acier inoxydable disposées symétriquement par rapport à l'anode A qui a la forme d'un anneau. Le champ magnétique produit par l'aimant permanent d'environ 500 gauss est perpendiculaire aux cathodes. Le circuit électrique associé se compose d'une mesure de tension continue pouvant fournir quelques milliampères sous 2 kilovolts et d'un milliampèremètre qui mesure le courant de décharge. Le milliampèremètre est gradué par le constructeur pour l'air directement en millibars (mbar).
Le mécanisme de la décharge est le suivant : les ions et les électrons soumis d'une part, à l'action du champ électrique dont le signe s'inverse dans le plan de l'anode, d'autre part à celle du champ magnétique, décrivent des hélices d'axe parallèle au champ magnétique. Les ions et les électrons parcourent ainsi un trajet relativement long avant leur capture par les électrodes et peuvent ioniser un grand nombre de molécules. Le nombre de molécules ionisées (donc le courant) est proportionnel au nombre de molécules, donc à la pression.

## Caractéristiques, conditions d'utilisation et remarques
1. La jauge de Penning fait une mesure indirecte de la pression
2. Les indications de l'appareil sont données pour l'air et doivent être corrigées pour les autres gaz. Les facteurs de correction à appliquer sont donnés par les constructeurs (véritable pression = pression lue/ facteur de correction)
3. Le domaine d'utilisation est compris entre 10^-6 mbar et 10^-2 mbar. Des pressions inférieures peuvent être mesurées lorsque l'appareil de mesure comprend un amplificateur.
4. Elle n'est pas très précise. L'incertitude en l'absence de pollution peut être de 25 % et beaucoup plus s'il y a pollution.
5. En présence de vapeur d'huile, les électrodes se polluent facilement et la jauge indique alors des pressions trop basses.
6. Une jauge de Penning présente un effet de pompage analogue à celui des pompes ioniques à pulvérisation, ce qui fausse la mesure.
7. Les électrodes polluées peuvent se nettoyer en utilisant un papier abrasif fin (grade 1000). Les différents éléments seront ensuite lavés 3 ou 4 fois dans un solvant des graisses et huiles, rincés à l'eau distillée et séchés en étuve à 100 degrés Celsius.
8. La jauge de Penning est très employée car elle est de mise en route facile; elle est robuste: une entrée d'air sur la jauge sous tension n'aura pas de conséquence dramatique. Il est toutefois préférable de ne la laisser sous tension que lorsqu'on est sous vide et pendant la durée de la mesure.

## Source
« Technique du Vide : Production de basses pressions & Mesures » de l'INSA de Toulouse